# Softboll vid olympiska sommarspelen 1996
De olympiska sommarspelen 1996 var första gången softboll var en officiell olympisk sport. Totalt deltog 120 spelare, samtliga kvinnor, från 8 länder i turneringen som avgjordes mellan den 21 och 30 juli. 

## Medaljfördelning
| Gren               | Guld | Silver | Brons |
| Damernas turnering | USALaura Berg Gillian Boxx Sheila Cornell Lisa Fernandez Michele Granger Lori Harrigan Dionna Harris Kim Maher Leah O'Brien Dot Richardson Julie Smith Michele Smith Shelly Stokes Danielle Tyler Christa Lee Williams | KinaAn Zhongxin Chen Hong He Liping Lei Li Liu Xuqing Liu Yaju Ma Ying Ou Jingbai Tao Hua Wang Lihong Wang Ying Wei Qiang Xu Jian Yan Fang Zhang Chunfang | AustralienJoanne Brown Kim Cooper Carolyn Crudgington Kerry Dienelt Peta Edebone Tanya Harding Jennifer Holliday Joyce Lester Sally McDermid Francine McRae Haylea Petrie Nicole Richardson Melanie Roche Natalie Ward Brooke Wilkins |

## Gruppspel
De åtta lagen spelade ett gruppspel där alla lag mötte varandra och de fyra lag som placerade sig högst gick vidare till slutspel.
- Resultat:

| Lag              | S | V | O | F | GM | IM | MS  | P  |
| ---------------- | - | - | - | - | -- | -- | --- | -- |
| USA              | 7 | 6 | 0 | 1 | 37 | 7  | +30 | 12 |
| Kina             | 7 | 5 | 0 | 2 | 29 | 7  | +22 | 10 |
| Australien       | 7 | 5 | 0 | 2 | 22 | 11 | +11 | 10 |
| Japan            | 7 | 5 | 0 | 2 | 24 | 18 | +6  | 10 |
| Kanada           | 7 | 3 | 0 | 4 | 15 | 17 | −2  | 6  |
| Kinesiska Taipei | 7 | 2 | 0 | 5 | 19 | 19 | 0   | 4  |
| Nederländerna    | 7 | 1 | 0 | 6 | 4  | 32 | −28 | 2  |
| Puerto Rico      | 7 | 1 | 0 | 6 | 5  | 44 | −39 | 2  |

## Slutspel

### Semifinaler
Semifinalerna spelades i två omgångar. I den första omgången mötte ettan och tvåan från gruppspelet varandra och vinnaren gick vidare till final.  Förloraren fick spela ytterligare en semifinal mot vinnaren från matchen mellan trean och fyran från gruppspelet. Vinnarlaget från denna semifinal gick vidare till final.

#### Omgång 1
|  | 29 juli | USA | 1 – 0 | Kina |  |  |
|  |         |     |       |      |  |  |
|  |         |     |       |      |  |  |
|  |         |     |       |      |  |  |

|  | 29 juli | Australien | 3 – 0 | Japan |  |  |
|  |         |            |       |       |  |  |
|  |         |            |       |       |  |  |
|  |         |            |       |       |  |  |

#### Omgång 2
|  | 30 juli | Kina | 4 – 2 | Australien |  |  |
|  |         |      |       |            |  |  |
|  |         |      |       |            |  |  |
|  |         |      |       |            |  |  |

### Final
|  | 30 juli | USA | 3 – 1 | Kina |  |  |
|  |         |     |       |      |  |  |
|  |         |     |       |      |  |  |
|  |         |     |       |      |  |  |